# William James Topley

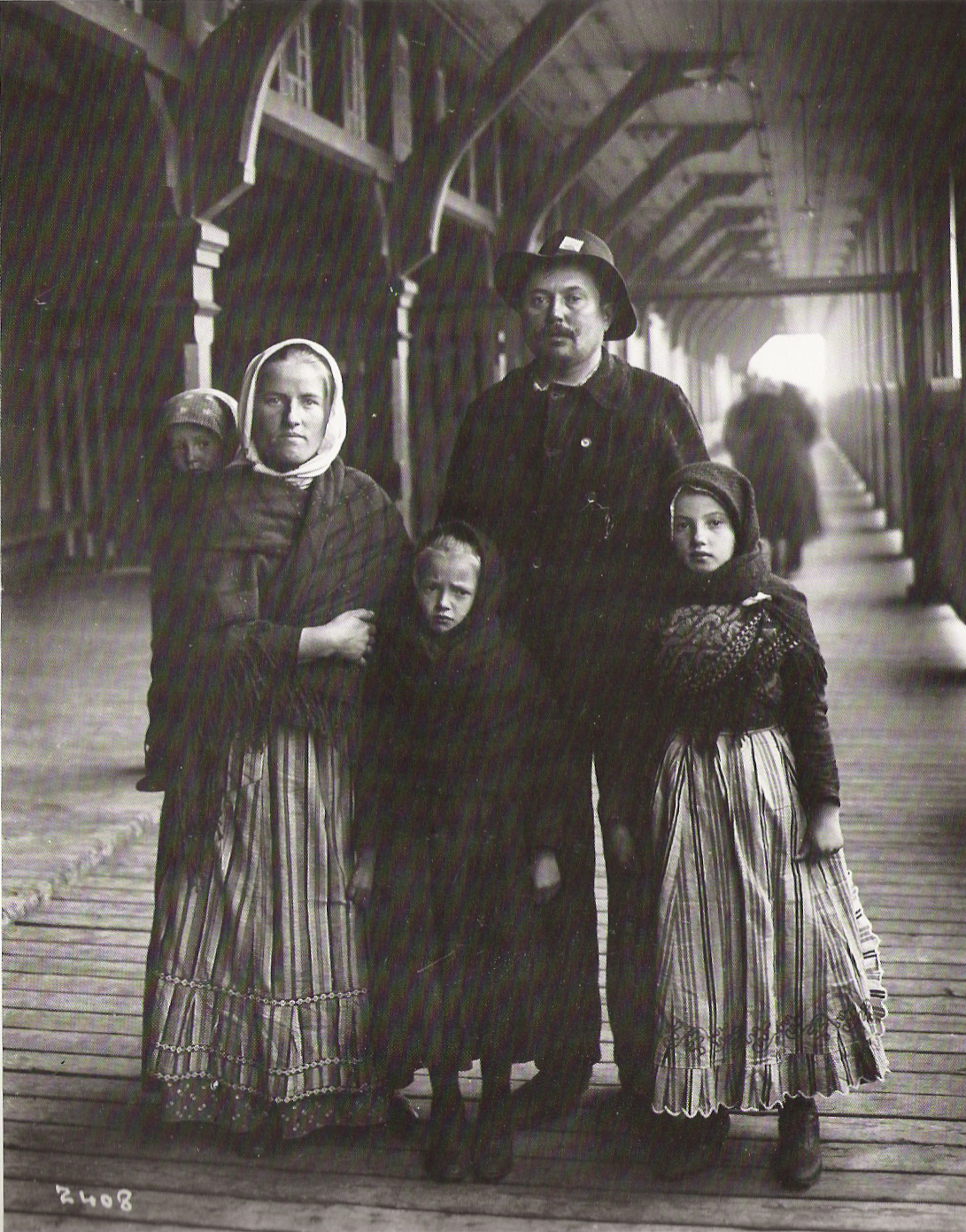
Němečtí imigranti, Quebec, Kanada, 1911

William James Topley (13. února 1845, Montréal – 16. listopadu 1930, Vancouver) byl kanadský fotograf se sídlem v Ottawě v Ontariu. Topley byl známý svým portrétováním kanadských politiků a byl obchodním partnerem Williama Notmana. Topley v roce 1872 převzal Notmanovo studio v Ottawě. Velké množství fotografií autora je nyní ve sbírce Library and Archives Canada, včetně přibližně 150 000 negativů, skleněných desek a souboru 66 indexových alb pokrývajících celou historii jeho ottawských ateliérů od roku 1868 do roku 1923.

## Životopis
William James Topley se narodil v roce 1845 v Montrealu a vyrostl v Aylmeru, městě nedaleko Ottawy v dnešním Quebecu. Poprvé se s fotografií setkal u své matky, která si koncem 50. let 19. století koupila fotoaparát v Montrealu. V roce 1863, ve věku osmnácti let, byl Topley ve zdrojích uváděn jako cestující fotograf, ale v roce 1864 pracoval za učňovské mzdy pro Williama Notmana v Montrealu. V roce 1867, v roce kanadské konfederace, když bylo Topleymu pouhých 22 let, dostal na starost nové portrétní studio, které otevřel Notman (jeho první mimo Montreal) na Wellington Street v Ottawě v nové účelové struktuře proti novým budovám parlamentu. Topley měl zjevně velmi dobrý smysl pro obchod, v roce 1872 se stal „majitelem“ studia Notman a v roce 1875 otevřel studio pod svým vlastním jménem. Fotografické studio a rezidenci na Metcalfe Street a Queen Street mu v roce 1875 navrhoval architekt King McCord Arnoldi.
William James Topley byl členem Camera Club of Ottawa (založen v roce 1894), do klubu vstoupil v roce 1898 a zůstal aktivním členem až do roku 1921. Jeho postavení v rámci fotografické komunity formovalo Camera Club of Ottawa a klub zůstává aktivní dodnes.
Po vybudování poněkud přehnaného studia v roce 1876 brzy zjistil, že jej musí opustit a přestěhovat se do menších prostor na adrese Sparks St. kde on a později jeho syn nadále provozovali studio Topley, dokud jej v roce 1923 neprodali. Studio přilákalo mnoho politických osobností, včetně všech premiérů od sira Johna A. Macdonalda po Mackenzie Kinga. Studio přilákalo také manželky a dcery vyšší společnosti, politické a obchodní osobnosti, princeznu Louisu Carolinu Albertu (princezna Louise, vévodkyně z Argyll), hraběnku z Aberdeenu, Roberta Lairda Bordena, paní Louisu Philippe Brodeurovou. Mezi dalšími byli například osobnosti jako: paní Brown Chamberlin, paní Louis Henry Davies, Lady Eileen Nina Evelyn Sibell Elliot, paní John Peter Featherston, paní William Stevens Fielding, paní Edward Griffin, paní Joseph Howe. Vycházel vstříc blahobytným – jak sám řekl: „Pokud mohu vidět krásu v lidské tváři a reprodukovat ji, mohu za svou práci získat trojnásobnou odměnu. Pravda, v malém městě takový kurz omezuje obchod, ale polovina obchodu s trojnásobnými cenami je mnohem lepší pro mysl, tělo a peněženku.“

## Galerie

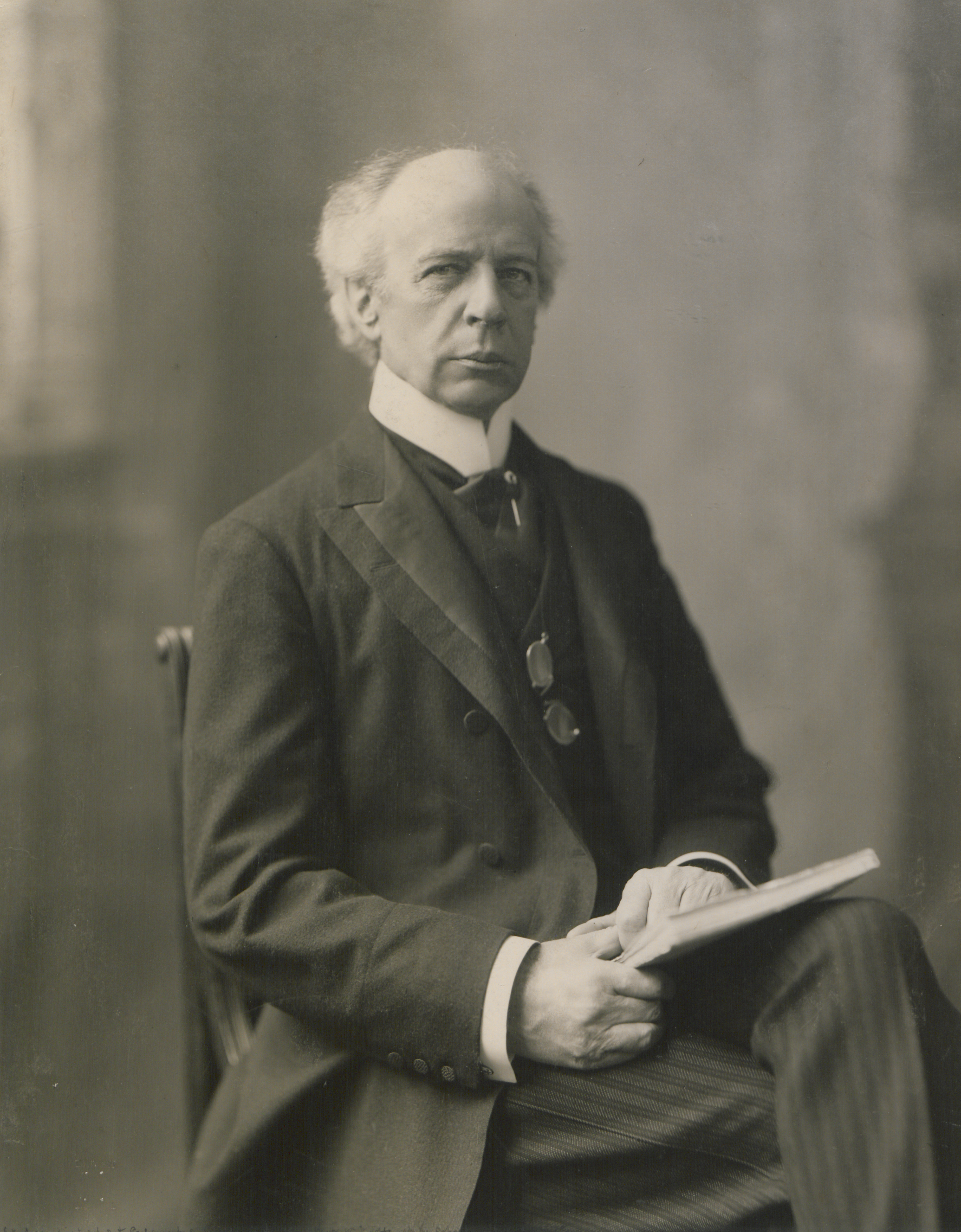
Sir Wilfrid Laurier
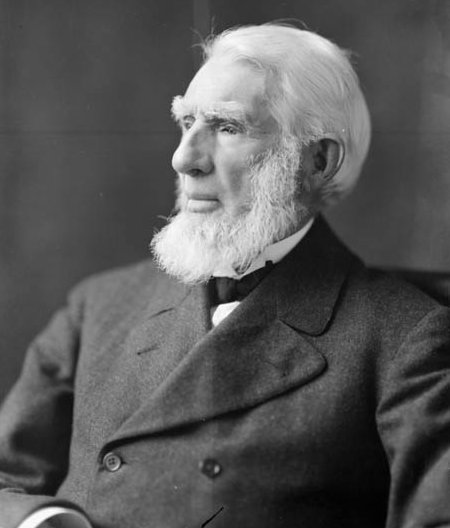
John Rudolphus Booth
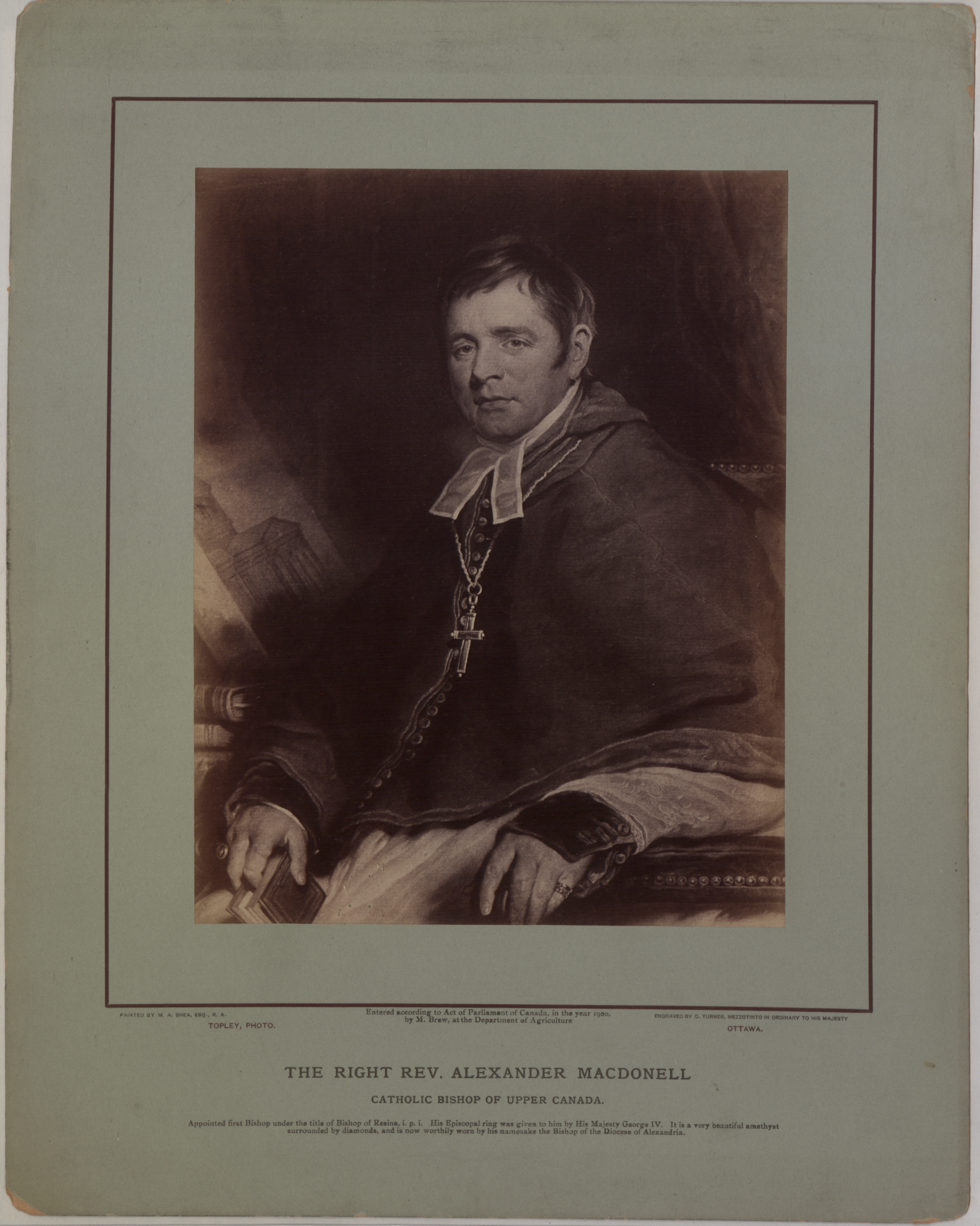
Reverend Alexander Macdonnell
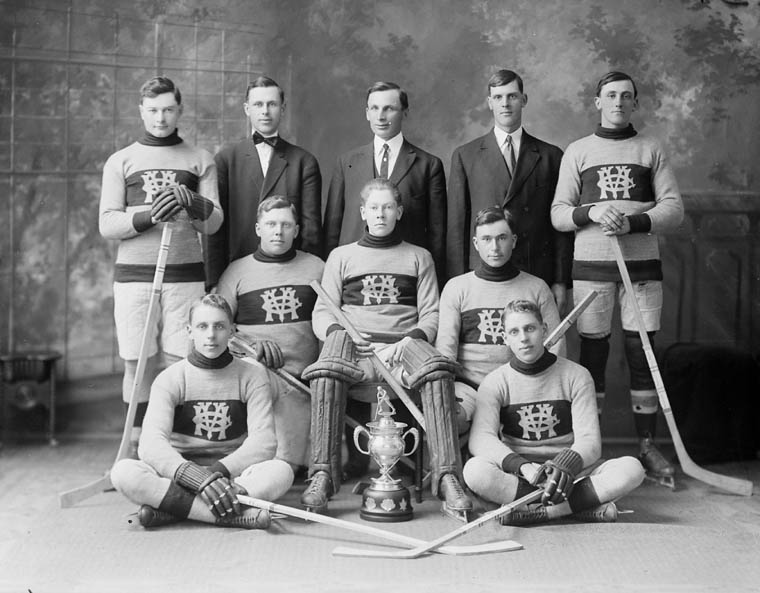
Hokejový klub Vernon
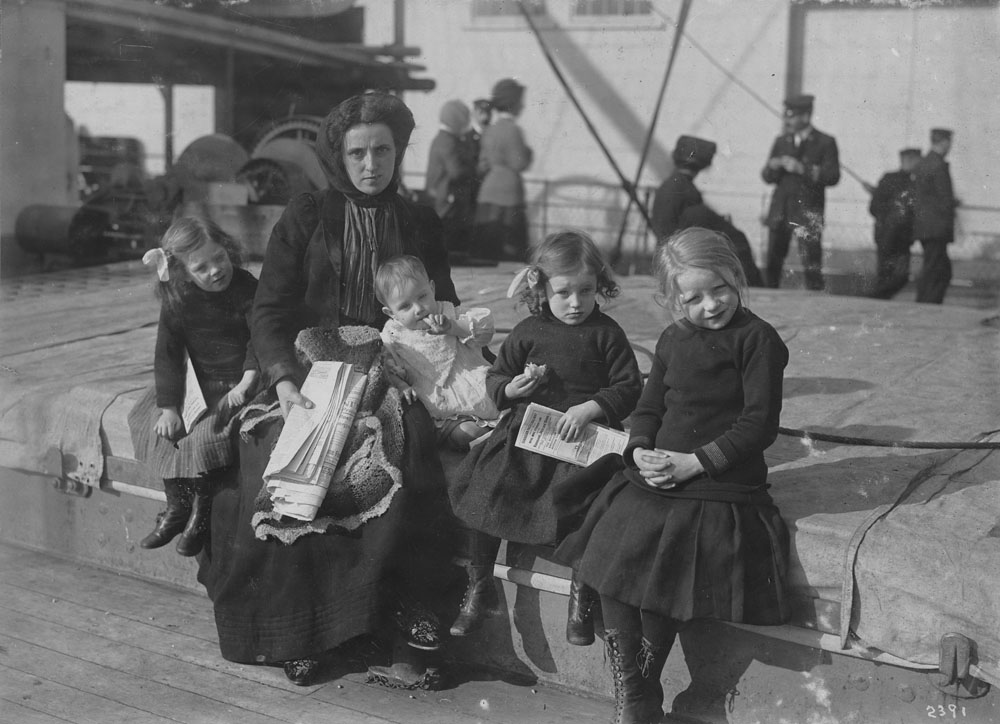
Rodina imigrantů po svém příjezdu ze Skotska, Québec
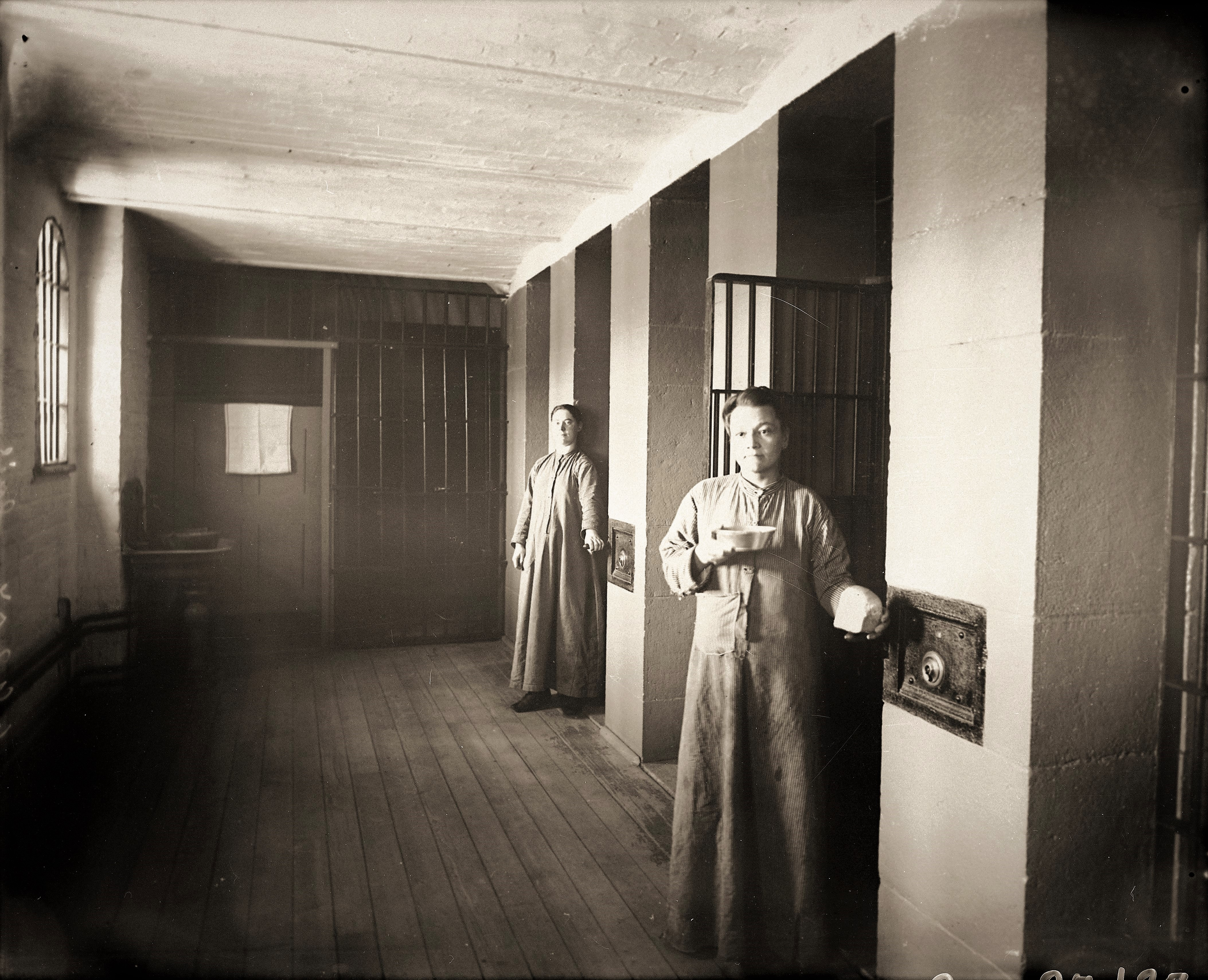
Carleton County Goal – Female inmates in front of their cells
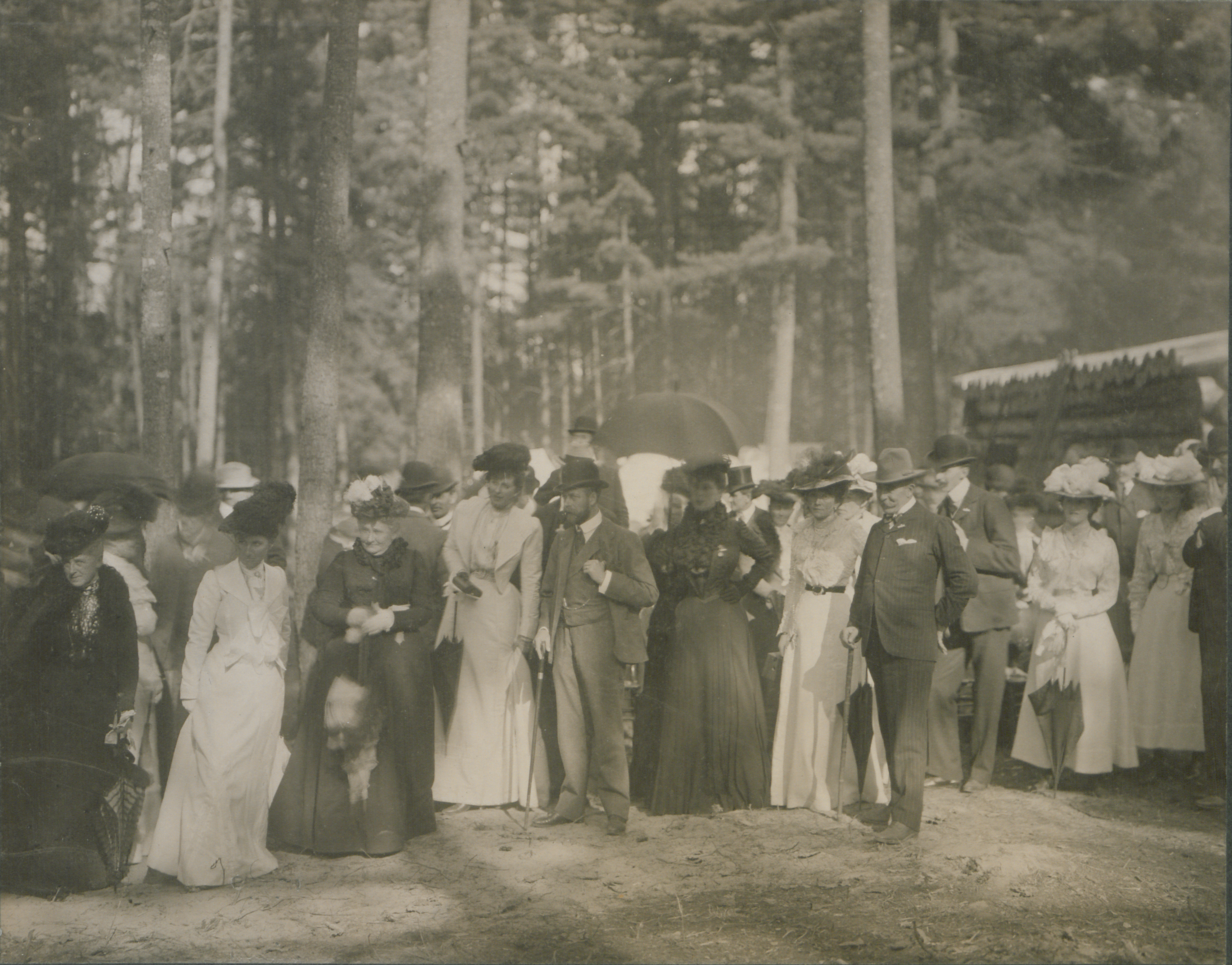
The royal party at Rockliffe
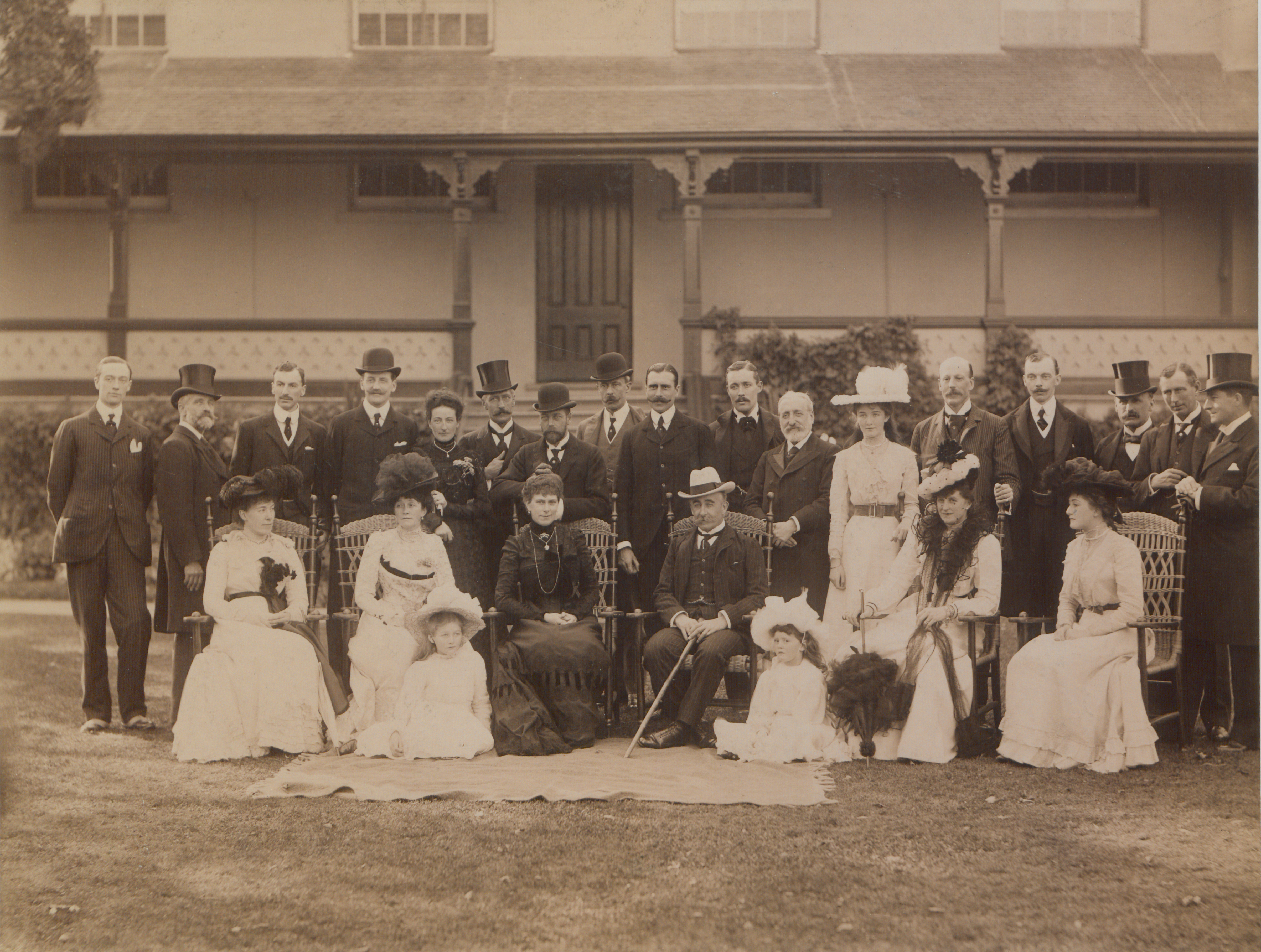
The royal party at Government House, Ottawa
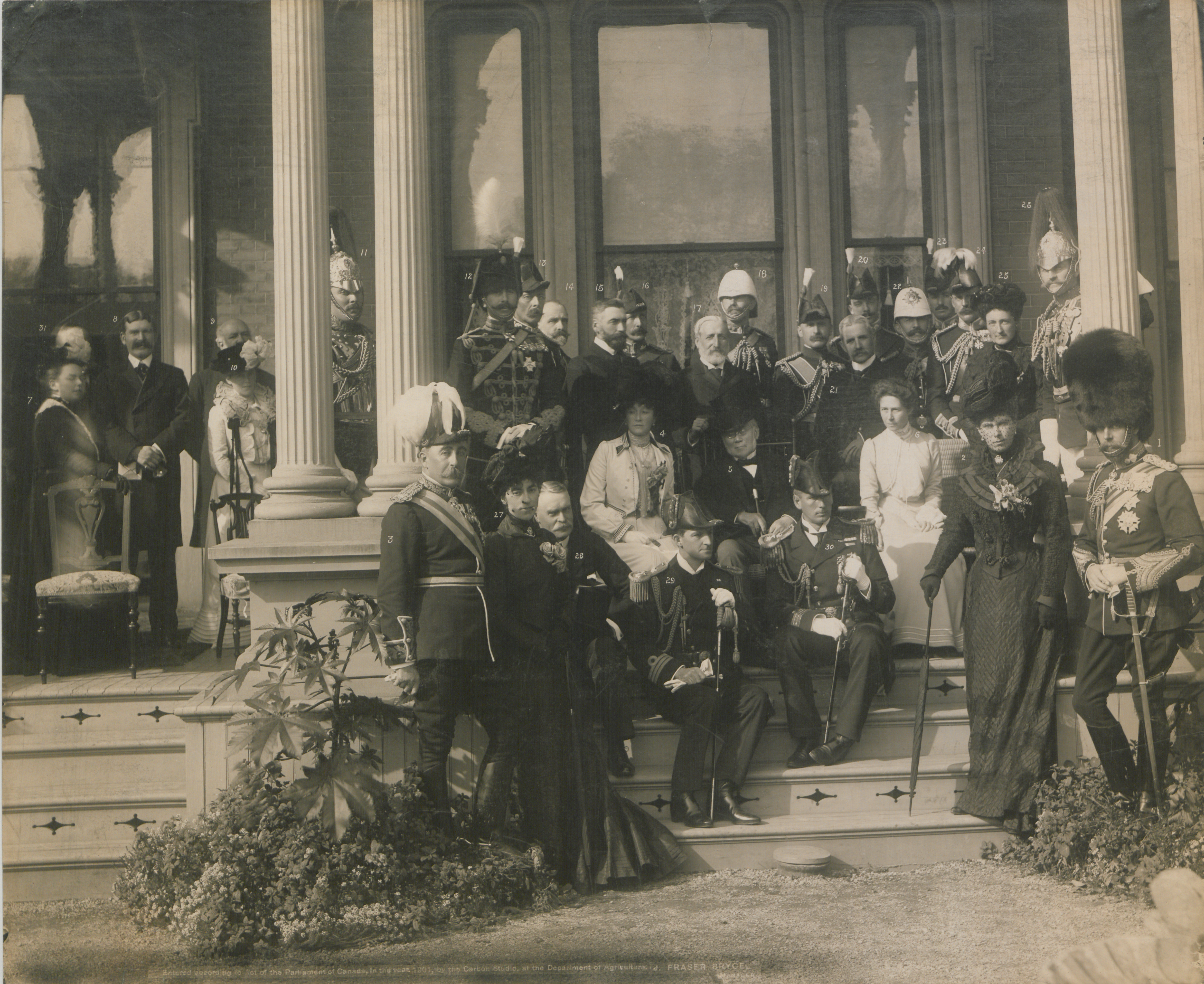
The royal party at Government House, Ottawa
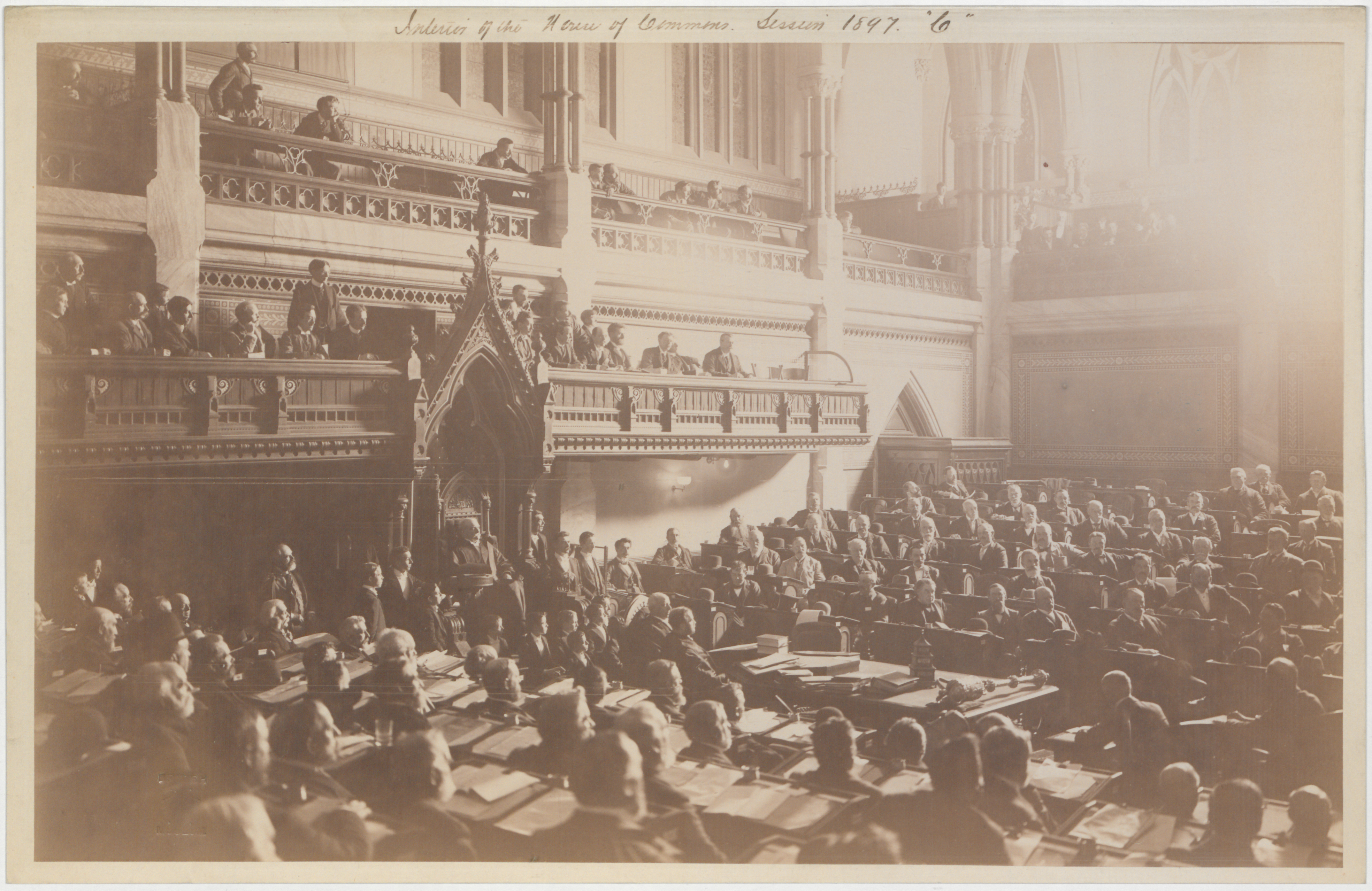
Interior of the House of Commons, Session 1897
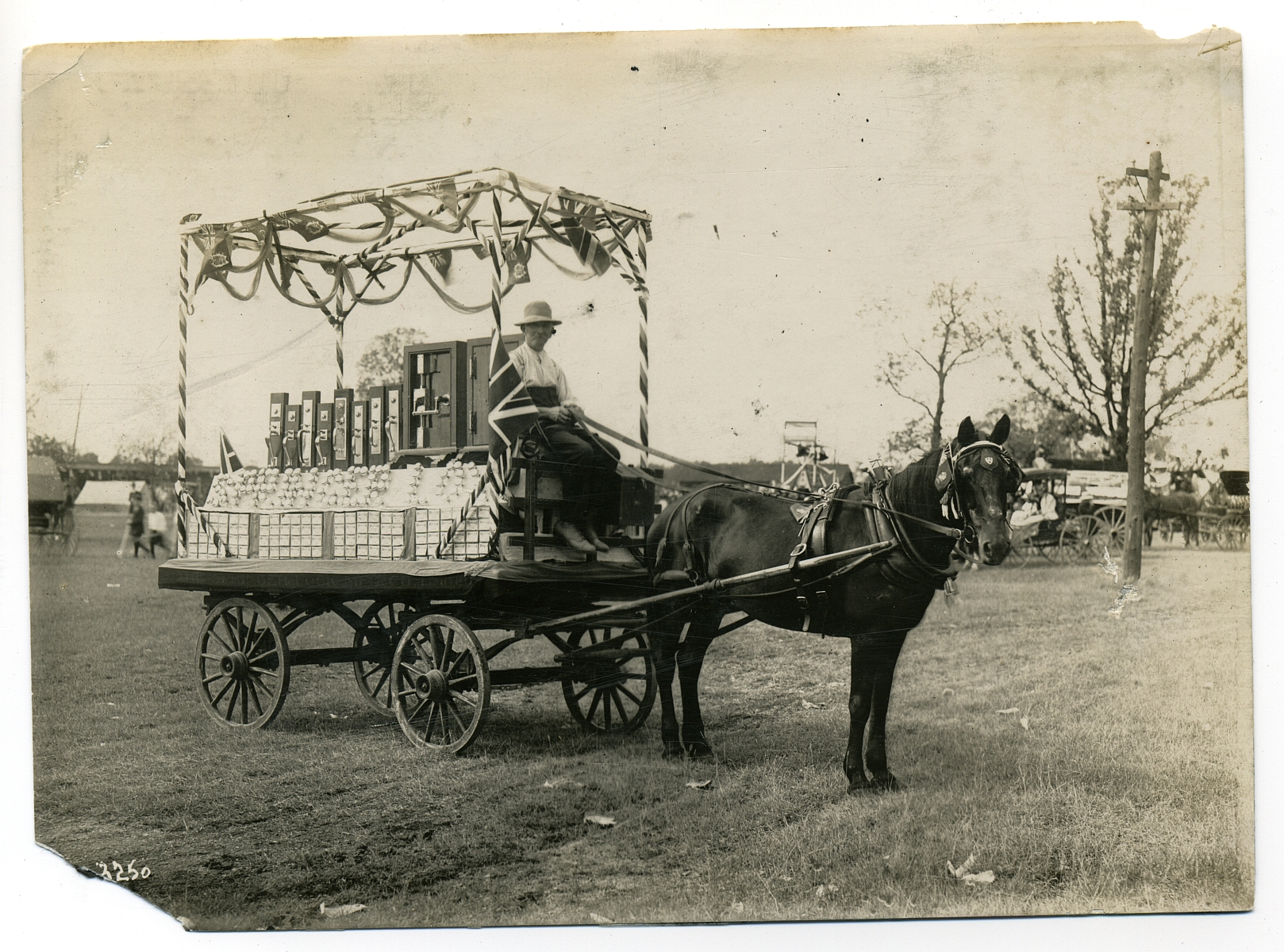
Hastings County Archives